# Listă de consuli ai Imperiului Roman târziu
Listă de consuli romani de la moartea lui Commodus.

### Secolul II
193 Q. Pompeius Sosius Falco, C. Iulius Erucius Clarus Vibianus; suff. L. Fabius Cilo Septiminus Catinius Acilianus Lepidus Fulcinianus I

194 Imp. Caesar L. Septimius Severus Pertinax Augustus II, D. Clodius Septimius Albinus Caesar II
195 P. Iulius Scapula Tertullus Priscus, Q. Tineius Clemens

196 C. Domitius Dexter II, L. Valerius Messalla Thrasea Priscus

197 T. Sextius Lateranus, L. Cuspius Rufinus

198 P. Martius Sergius Saturninus, L. Aurelius Gallus

199 P. Cornelius Anullinus II, M. Aufidius Fronto
200 Ti. Claudius Severus Proculus, C. Aufidius Victorinus

### Secolul III
201 L. Annius Fabianus, M. Nonius Arrius Mucianus

202 Imp. Caesar L. Septimius Severus Pertinax Augustus III, Imp. Caesar M. Aurelius Severus Antoninus Augustus

203 Gaius Fulvius Plautianus II, P. Septimius Geta II

204 L. Fabius Cilo Septiminus Catinius Acilianus Lepidus Fulcinianus II, M. Annius Flavius Libo
205 Imp. Caesar M. Aurelius Severus Antoninus Augustus II, P. Septimius Geta Caesar

206 M. Nummius Umbrius Primus Senecio Albinus, L. Fulvius Gavius Numisius Petronius Aemilianus

207 L. Annius Maximus, L. Septimius Aper

208 Imp. Caesar M. Aurelius Severus Antoninus Augustus III, P. Septimius Geta Caesar II

209 L. Aurelius Commodus Pompeianus, Q. Hedius Lollianus Plautius Avitus
210 M'. Acilius Faustinus, A. Triarius Rufinus

211 Terentius Gentianus, Pomponius Bassus

212 C. Iulius Asper II, C. Iulius Camilius Asper

213 Imp. Caesar M. Aurelius Severus Antoninus Augustus IV, D. Caelius Calvinus Balbinus II

214 L. Valerius Messalla, C. Octavius Appius Suetrius Sabinus
215 Q. Maecius Laetus II, M. Munatius Sulla Cerialis

216 P. Catius Sabinus II, P. Cornelius Anullinus

217 C. Bruttius Praesens, T. Messius Extricatus II

218 Imp. Caesar M. Opellius Severus Macrinus Augustus II, M. Oclatinius Adventus II, Imp. Caesar M. Aurelius Antoninus Augustus

219 Imp. Caesar M. Aurelius Antoninus Augustus II, Q. Tineius Sacerdos II
220 Imp. Caesar M. Aurelius Antoninus Augustus III, P. Valerius Comazon Eutychianus II

221 C. Vettius Gratus Sabinianus, M. Flavius Vitellius Seleucus

222 Imp. Caesar M. Aurelius Antoninus Augustus IV, M. Aurelius Severus Alexander Caesar

223 L. Marius Maximus Perpetuus Aurelianus II, L. Roscius Aelianus Paculus Salvius Iulianus

224 Ap. Claudius Iulianus II, C. Bruttius Crispinus
225 Ti. Manilius Fuscus II, Ser. Calpurnius Domitius Dexter

226 Imp. Caesar M. Aurelius Severus Alexander Augustus II, C. Aufidius Marcellus II

227 M. Nummius Senecio Albinus, M. Laelius Fulvius Maximus Aemilianus

228 Q. Aiacius Modestus Crescentianus II, M. Pomponius Maecius Probus

229 Imp. Caesar M. Aurelius Severus Alexander Augustus III, L. Claudius Cassius Dio Cocceianus II
230 L. Virius Agricolas, Sex. Catius Clementinus Priscillianus

231 L. Tiberius Claudius Pompeianus, T. Flavius Sallustius Paelignianus

232 L. Virius Lupus (Iulianus?), L. Marius Maximus

233 L. Valerius Maximus, Cn. Cornelius Paternus

234 M. Clodius Pupienus Maximus II, (Sulla?) Urbanus
235 Cn. Claudius Severus, Ti. Claudius Quintianus

236 Imp. Caesar C. Iulius Verus Maximinus Augustus, M. Pupienus Africanus

237 L. Marius Perpetuus, L. Mummidius Felix Cornelianus

238 C. Fulvius Pius, Pontius Proculus Pontianus

239 Imp. Caesar M. Antonius Gordianus Augustus, M'. Acilius Aviola
240 C. Octavius Appius Suetrius Sabinus II, Ragonius Venustus

241 Imp. Caesar M. Antonius Gordianus Augustus II, Clodius Pompeianus

242 C. Vettius Gratus Atticus Sabinianus, C. Asinius Lepidus Praetextatus

243 L. Annius Arrianus, C. Cervonius Papus

244 Ti. Pollenius Armenius Peregrinus, Fulvius Aemilianus
245 Imp. Caesar M. Iulius Philippus Augustus, C. Maesius Titianus

246 C. Bruttius Praesens, C. Allius Albinus

247 Imp. Caesar M. Iulius Philippus Augustus II, M. Iulius Severus Philippus Caesar

248 Imp. Caesar M. Iulius Philippus Augustus III, Imp. Caesar M. Iulius Severus Philippus Augustus II

249 Fulvius Aemilianus II, L. Naevius Aquilinus
250 Imp. Caesar C. Messius Quintus Traianus Decius Augustus II, Vettius Gratus

251 Imp. Caesar C. Messius Quintus Traianus Decius Augustus III, Q. Herennius Etruscus Messius Decius Caesar

252 Imp. Caesar C. Vibius Trebonianus Gallus Augustus II, Imp. Caesar C. Vibius Afinius Gallus Veldumnianus Volusianus Augustus

253 Imp. Caesar C. Vibius Afinius Gallus Veldumnianus Volusianus Augustus II, Valerius Maximus

254 Imp. Caesar P. Licinius Valerianus Augustus II, Imp. Caesar P. Licinius Egnatius Gallienus Augustus
255 Imp. Caesar P. Licinius Valerianus Augustus III, Imp. Caesar P. Licinius Egnatius Gallienus Augustus II

256 L. Valerius Maximus II, M. Acilius Glabrio

257 Imp. Caesar P. Licinius Valerianus Augustus IV, Imp. Caesar P. Licinius Egnatius Gallienus Augustus III

258 M. Nummius Tuscus, Mummius Bassus

259 Nummius Aemilianus Dexter, (Ti.?) Pomponius Bassus
260 P. Cornelius Saecularis II, C. Iunius Donatus II

261 Imp. Caesar P. Licinius Egnatius Gallienus Augustus IV, L. Petronius Taurus Volusianus

262 Imp. Caesar P. Licinius Egnatius Gallienus Augustus V, Nummius Fausianus

263 M. Nummius Ceionius Albinus II, Dexter

264 Imp. Caesar P. Licinius Egnatius Gallienus Augustus VI, Saturninus
265 P. Licinius Valerianus II, Lucillus

266 Imp. Caesar P. Licinius Egnatius Gallienus Augustus VII, Sabinillus

267 Paternus, Archesilaus

268 Paternus II, Licinius Egnatius Marinianus

269 Imp. Caesar M. Aurelius Claudius Augustus, Paternus
270 Flavius Antiochianus II, Virius Orfitus

271 Imp. Caesar L. Domitius Aurelianus Augustus, (Ti.?) Pomponius Bassus II

272 T. Flavius Postumius Quietus, Iunius Veldumnianus

273 M. Claudius Tacitus, Iulius Placidianus

274 Imp. Caesar L. Domitius Aurelianus Augustus II, Capitolinus
275 Imp. Caesar L. Domitius Aurelianus Augustus III, Marcellinus

276 Imp. Caesar M. Claudius Tacitus Augustus II, Aemilianus II

277 Imp. Caesar M. Aurelius Probus Augustus, Paulinus

278 Imp. Caesar M. Aurelius Probus Augustus II, Virius Lupus II

279 Imp. Caesar M. Aurelius Probus Augustus III, Nonius Paternus II
280 Messalla, Gratus

281 Imp. Caesar M. Aurelius Probus Augustus IV, C. Iunius Tiberianus

282 Imp. Caesar M. Aurelius Probus Augustus V, Pomponius Victorinus

283 Imp. Caesar M. Aurelius Carus Augustus II, Imp. Caesar M. Aurelius Carinus Augustus

284 Imp. Caesar M. Aurelius Carinus Augustus II, Imp. Caesar M. Aurelius Numerius Numerianus Augustus
285 Imp. Caesar M. Aurelius Carinus Augustus III, T. Claudius M. Aurelius Aristobulus,  Imp. Caesar C. Aurelius Valerius Diocletianus Augustus II

286 M. Iunius Maximus II, Vettius Aquilinus

287 Imp. Caesar C. Aurelius Valerius Diocletianus Augustus III, Imp. Caesar M. Aurelius Valerius Maximianus Augustus

288 Imp. Caesar M. Aurelius Valerius Maximianus Augustus II, Pomponius Ianuarianus

289 M. Magrius Bassus, L. Ragonius Quintianus 
290 Imp. Caesar C. Aurelius Valerius Diocletianus Augustus IV, Imp. Caesar M. Aurelius Valerius Maximianus Augustus III

291 C. Iunius Tiberianus II,  Cassius Dio

292 Afranius Hannibalianus, Iulius Asclepiodotus

293 Imp. Caesar C. Aurelius Valerius Diocletianus Augustus V, Imp. Caesar M. Aurelius Valerius Maximianus Augustus IV

294 C. Flavius Valerius Constantius Caesar, C. Galerius Valerius Maximianus Caesar
295 Nummius Tuscus, C. Annius Anullinus

296 Imp. Caesar C. Aurelius Valerius Diocletianus Augustus VI, C. Flavius Valerius Constantius Caesar II

297 Imp. Caesar M. Aurelius Valerius Maximianus Augustus V, C. Galerius Valerius Maximianus Caesar II

298 M. Iunius Caesonius Nicomachus Anicius Faustus Paulinus II, Virius Gallus

299 Imp. Caesar C. Aurelius Valerius Diocletianus Augustus VII, Imp. Caesar M. Aurelius Valerius Maximianus Augustus VI
300 C. Flavius Valerius Constantius Caesar III, C. Galerius Valerius Maximianus Caesar III

### Secolul IV
301 T. Flavius Postumius Titianus II, Virius Nepotianus

302 C. Flavius Valerius Constantius Caesar IV, C. Galerius Valerius Maximianus Caesar IV

303 Imp. Caesar C. Aurelius Valerius Diocletianus Augustus VIII, Imp. Caesar M. Aurelius Valerius Maximianus Augustus VII

304 Imp. Caesar C. Aurelius Valerius Diocletianus Augustus IX, 
Imp. Caesar M. Aurelius Valerius Maximianus Augustus VIII
305 C. Flavius Valerius Constantius Caesar V, C. Galerius Valerius Maximianus Caesar V

306 Imp. Caesar Flavius Valerius Constantius Augustus VI, Imp. Caesar C. Galerius Valerius Maximianus Augustus VI

307 Imp. Caesar M. Aurelius Valerius Maximianus Augustus IX, Flavius Valerius Constantinus Caesar, Imp. Caesar C. Galerius Valerius Maximianus Augustus VII, Imp. Caesar Flavius Valerius Severus Augustus, Galerius Valerius Maximinus Caesar

308 C. Aurelius Valerius Diocletianus Augustus X, Imp. Caesar C. Galerius Valerius Maximianus Augustus VII, Imp. Caesar M. Aurelius Valerius Maxentius Augustus, M. Valerius Romulus

309 Imp. Caesar M. Aurelius Valerius Maxentius Augustus II, M. Valerius Romulus II, Imp. Caesar Valerius Licinianus Licinius Augustus, Imp. Caesar Flavius Valerius Constantinus Augustus
310 Imp. Caesar M. Aurelius Valerius Maxentius Augustus III, Tatius Andronicus, Pompeius Probus

311 Imp. Caesar C. Galerius Valerius Maximianus Augustus VIII, Imp. Caesar Galerius Valerius Maximinus Augustus II

312 Imp. Caesar Flavius Valerius Constantinus Augustus II, Imp. Caesar Valerius Licinianus Licinius Augustus II, Imp. Caesar M. Aurelius Valerius Maxentius Augustus IV

313 Imp. Caesar Flavius Valerius Constantinus Augustus III, Imp. Caesar Valerius Licinianus Licinius Augustus III, Imp. Caesar Galerius Valerius Maximinus Augustus III

314 C. Ceionius Rufus Volusianus III, Petronius Annianus
315 Imp. Caesar Flavius Valerius Constantinus Augustus IV, Imp. Caesar Valerius Licinianus Licinius Augustus IV

316 Antonius Caecinius Sabinus, Vettius Rufinus

317 Ovinius Gallicanus, Caesonius Bassus

318 Imp. Caesar Valerius Licinianus Licinius Augustus v, Flavius Iulius Crispus Caesar

319 Imp. Caesar Flavius Valerius Constantinus Augustus V, Valerius Licinianus Licinius Caesar
320 Imp. Caesar Flavius Valerius Constantinus Augustus VI, Flavius Claudius Constantinus Caesar

321 Flavius Iulius Crispus Caesar II, Flavius Claudius Constantinus Caesar II,  Imp. Caesar Valerius Licinianus Licinius Augustus VI, Valerius Licinianus Licinius Caesar II

322 Petronius Probianus, Amnius Anicius Iulianus

323 Acilius Severus, Vettius Rufinus

324 Flavius Iulius Crispus Caesar III, Flavius Claudius Constantinus Caesar III
325 Sex. Anicius Faustus Paulinus, Ionius Iulianus

326 Imp. Caesar Flavius Valerius Constantinus Augustus VII, Flavius Iulius Constantius Caesar

327 Flavius Constantius, Valerius Maximus

328 Flavius Ianuarinus, Vettius Iustus

329 Imp. Caesar Flavius Valerius Constantinus Augustus VIII, Flavius Claudius Constantinus Caesar IV
330 Flavius Gallicanus, Aurelius Valerius Tullianus Symmachus

331 Iunius Annius Bassus, Flavius Ablabius

332 L. Papius Pacatianus, Maecilius Hilarianus

333 Flavius Iulius Dalmatius, Domitius Zenofilus

334 Flavius Optatus, Amnius Manius Caesonius Nicomachus Anicius Paulinus
335 Flavius Iulius Constantius, Caeionius Rufius Albinus

336 Virius Nepotianus, Tettius Facundus

337 Flavius Felicianus, Fabius Titianus

338 Flavius Ursus, Flavius Polemius

339 Imp. Caesar Flavius Iulius Constantius Augustus II, Imp. Caesar Flavius Iulius Constans Augustus
340 Septimius Acindynus, L. Aradius Valerius Proculus

341 Antonius Marcellinus, Petronius Probinus

342 Imp. Caesar Flavius Iulius Constantius Augustus III, Imp. Caesar Flavius Iulius Constans Augustus II

343 M. Maecius Memmius Furius Baburius Caecilianus Placidus, Flavius Romulus

344 Flavius Domitius Leontius, Flavius Bonosus, Flavius Iulius Sallustius
345 Flavius Amantius, M. Nummius Albinus

346 Imp. Caesar Flauius Iulius Constantius Augustus IV, Imp. Caesar Flavius Iulius Constans Augustus III

347 Vulcacius Rufinus, Flavius Eusebius

348 Flavius Philippus, Flavius Salia

349 Ulpius Limenius, Aconius Catullinus
350 Flavius Sergius, Flavius Nigrinianus

351 Imp. Caesar Flavius Magnus Magnentius Augustus, Gaiso, Post consulatum Sergii et Nigriniani (Est) 

352 Magnus Decentius Caesar, Paulus, Imp. Caesar Flavius Iulius Constantius Augustus V, Flavius Claudius Constantius Caesar

353 Imp. Caesar Flavius Magnus Magnentius Augustus II, Magnus Decentius Caesar II, Imp. Caesar Flavius Iulius Constantius Augustus VI, Flavius Claudius Constantius Caesar II

354 Imp. Caesar Flavius Iulius Constantius Augustus VII, Flavius Claudius Constantius Caesar III
355 Flavius Arbitio, Q. Flavius Maesius Egnatius Lollianus

356 Imp. Caesar Flavius Iulius Constantius Augustus VIII, Flauius Claudius Iulianus Caesar

357 Imp. Caesar Flavius Iulius Constantius Augustus IX, Flavius Claudius Iulianus Caesar II

358 Censorius Datianus, Naeratius Cerealis

359 Flavius Eusebius, Flavius Hypatius
360 Imp. Caesar Flavius Iulius Constantius Augustus X, Flavius Claudius Iulianus Caesar III

361 Flavius Taurus, Flavius Florentius

362 Claudius Mamertinus, Flavius Nevitta

363 Imp. Caesar Flavius Claudius Iulianus Augustus IV, Flavius Sallustius

364 Imp. Caesar Flavius Iovianus Augustus, Flavius Varronianus
365 Imp. Caesar Flavius Valentinianus Augustus, Imp. Caesar Flavius Valens Augustus

366 Flavius Gratianus, Dagalaifus

367 Flavius Lupicinus, Flavius Iovinus

368 Imp. Caesar Flavius Valentinianus Augustus II, Imp. Caesar Flavius Valens Augustus II

369 Flavius Valentinianus Galates, Flavius Victor
370 Imp. Caesar Flavius Valentinianus Augustus III, Imp. Caesar Flavius Valens Augustus III

371 Imp. Caesar Flavius Gratianus Augustus II, Sex. Claudius Petronius Probus

372 Domitius Modestus, Flavius Arintheus

373 Imp. Caesar Flavius Valentinianus Augustus IV, Imp. Caesar Flavius Valens Augustus IV

374 Imp. Caesar Flavius Gratianus Augustus III, Flavius Equitius
375 Post consulatum Gratiani Augusti III et Equiti

376 Imp. Caesar Flavius Valens Augustus V, Imp. Caesar Flavius Valentinianus Augustus

377 Imp. Caesar Flavius Gratianus Augustus IV, Flavius Merobaudes

378 Imp. Caesar Flavius Valens Augustus VI, Imp. Caesar Flavius Valentinianus Augustus II

379 Decimius Magnus Ausonius, Q. Clodius Hermogenianus Olybrius
380 Imp. Caesar Flavius Gratianus Augustus V, Imp. Caesar Flavius Theodosius Augustus

381 Flavius Syagrius, Flavius Eucherius

382 Flavius Claudius Antonius, Flavius Afranius Syagrius

383 Flavius Merobaudes II, Flavius Saturninus

384 Flavius Richomerus, Clearchus
385 Imp. Caesar Flavius Arcadius Augustus, Flavius Bauto

386 Flavius Honorius, Flavius Euodius

387 Imp. Caesar Flavius Valentinianus Augustus III, Eutropius

388 Imp. Caesar Flavius Magnus Maximus Augustus II, Imp. Caesar Flavius Theodosius Augustus II, Maternus Cynegius

389 Flavius Timasius, Flavius Promotus
390 Imp. Caesar Flavius Valentinianus Augustus IV, Flavius Neoterius

391 Flavius Eutolmius Tatianus, Quintus Aurelius Symmachus

392 Imp. Caesar Flavius Arcadius Augustus II, Flavius Rufinus

393 Imp. Caesar Flavius Theodosius Augustus III, Imp. Caesar Eugenius Augustus, Flavius Abundantius 

394 Imp. Caesar Flavius Arcadius Augustus III, Imp. Caesar Flavius Honorius Augustus II, Virius Nicomachus Flavianus, 
395 Flavius Anicius Hermogenianus Olybrius, Flavius Anicius Probinus

396 Imp. Caesar Flavius Arcadius Augustus IV, Imp. Caesar Flavius Honorius Augustus III

397 Flavius Caesarius, Nonius Atticus Maximus

398 Imp. Caesar Flavius Honorius Augustus IV, Flavius Eutychianus

399 Eutropius, Flavius Mallius Theodorus
400 Aurelianus, Flavius Stilicho

### Secolul V
401 Flavius Fravitta, Flavius Vincentius

402 Imp. Caesar Flavius Arcadius Augustus V, Imp. Caesar Flavius Honorius Augustus V

403 Imp. Caesar Flavius Theodosius Augustus, Flavius Rumoridus

404 Imp. Caesar Flavius Honorius Augustus VI, Aristaenetus
405 Flavius Stilicho II, Flavius Anthemius

406 Imp. Caesar Flauius Arcadius Augustus VI, Flavius Anicius Petronius Probus

407 Imp. Caesar Flauius Honorius Augustus VII, Imp. Caesar Flauius Theodosius Augustus II

408 Flavius Philippus, Anicius Auchenius Bassus

409 Imp. Caesar Flauius Honorius Augustus VIII, Imp. Caesar Flauius Theodosius Augustus III, Imp. Caesar Flavius Claudius Constantinus Augustus
410 Varanes, Tertullus

411 Imp. Caesar Flavius Theodosius Augustus IV 

412 Imp. Caesar Flavius Honorius Augustus IX, Imp. Caesar Flauius Theodosius Augustus V

413 Flavius Lucius, Heraclianus

414 Flavius Constantius, Flavius Constans 
415 Imp. Caesar Flauius Honorius Augustus X, Imp. Caesar Flavius Theodosius Augustus VI

416 Imp. Caesar Flavius Theodosius Augustus VII, Flavius Iunius Quartus Palladius

417 Imp. Caesar Flavius Honorius Augustus XI, Flavius Constantius II

418 Imp. Caesar Flavius Honorius Augustus XII, Imp. Caesar Flavius Theodosius Augustus VIII

419 Flavius Monaxius, Flavius Plinta
420 Imp. Caesar Flavius Theodosius Augustus IX, Flavius Constantius III

421 Flavius Eustathius, Flavius Agricola

422 Imp. Caesar Flavius Honorius Augustus XIII,Imp. Caesar Flavius Theodosius Augustus X

423 Flavius Asclepiodotus, Flavius Avitus Marinianus

424 Flavius Castinus, Flavius Victor
425 Imp. Caesar Flavius Theodosius Augustus XI, 
Flavius Placidus Valentinianus Caesar, Imp. Caesar Iohannes Augustus (n-a fost recunoscut în afara Romei)

426 Imp. Caesar Flavius Theodosius Augustus XII, Imp. Caesar Flavius Placidus Valentinianus Augustus II

427 Flavius Hierius, Flavius Ardaburius

428 Flavius Felix, Flavius Taurus 

429 Flavius Florentius, Flavius Dionysius
430 Imp. Caesar Flavius Theodosius Augustus XIII, Imp. Caesar Flavius Placidus Valentinianus Augustus III

431 Flavius Anicius Auchenius Bassus, Flavius Antiochus

432 Flavius Aëtius, Flavius Valerius

433 Imp. Caesar Flavius Theodosius Augustus XIV, Petronius Maximus

434 Flavius Ardaburius Asparus, Flavius Areobindus 
435 Imp. Caesar Flavius Theodosius Augustus XV, Imp. Caesar Flavius Placidus Valentinianus Augustus IV

436 Flavius Anthemius Isidorus Theophilus, Flavius Senator

437 Flavius Aëtius II, Flavius Sigisvultus

438 Imp. Caesar Flavius Theodosius Augustus XVI, Anicius Acilius Glabrio Faustus

439 Imp. Caesar Flavius Theodosius Augustus XVII, Flavius Rufius Postumius Festus
440 Imp. Caesar Flavius Placidus Valentinianus Augustus V, Anatolius

441 Flavius Taurus Seleucus Cyrus (alone)

442 Flavius Dioscorus & Flavius Eudoxius

443 Petronius Maximus II, Flavius Paterius

444 Imp. Caesar Flavius Theodosius Augustus XVIII, Flavius Caecina Decius Aginatius Albinus
445 Imp. Caesar Flavius Placidus Valentinianus Augustus VI, Flavius Nomus 

446 Flavius Aëtius III, Q. Aurelius Symmachus

447 Flavius Calepius, Flavius Ardaburius Iunior

448 Flavius Rufius Praetextatus Postumianus, Flavius Zeno

449 Flavius Astyrius, Flavius Flor(entius?) Romanus Protogenes
450 Imp. Caesar Flavius Placidus Valentinianus Augustus VII, Gennadius Avienus

451 Imp. Caesar Flavius Marcianus Augustus, Valerius Faltonius Adelfius

452 Flavius Bassus Herculanus, Flavius Sporacius

453 Flavius Opilio, Flavius Iohannes Vincomalus

454 Flavius Aëtius, Flavius Studius
455 Imp. Caesar Flavius Placidus Valentinianus Augustus VIII, Flavius Procopius Anthemius

456 Flavius Iohannes, Flavius Varanes, Imp. Caesar Eparchius Avitus Augustus

457 Flavius Constantinus, Flavius Rufus

458 Imp. Caesar Iulius Maiorianus Augustus, Imp. Caesar Flavius Valerius Leo Augustus

459 Flavius Ricimerus, Flavius Iulius Patricius, 
460 Flavius Magnus, Flavius Apollonius

461 Flavius Severinus, Flavius Dagalaifus

462 Imp. Caesar Flavius Valerius Leo Augustus II, Imp. Caesar Libius Severus Augustus

463 Flavius Caecina Decius Basilius, Flavius Vivianus

464 Flavius Rusticius, Flavius Anicius Olybrius
465 Flavius Hermenericus & Flavius Basiliscus

466 Imp. Caesar Flavius Valerius Leo Augustus III, Tatianus (Gallia)

467 Flavius Pusaeus & Flavius Iohannes

468 Imp. Caesar Procopius Anthemius Augustus II 

469 Flavius Marcianus, Flavius Zeno
470 Flavius Messius Phoebus Severus, Flavius Iordanes

471 Imp. Caesar Flavius Valerius Leo Augustus IV, Caelius Aconius Probianus

472 Flavius Rufius Postumius Festus & Flavius Marcianus

473 Imp. Caesar Flavius Valerius Leo Augustus V 

474 Imp. Caesar Flavius Leo Iunior Augustus
475 Imp. Caesar Flavius Zeno Augustus II, Post consulatum Leonis Augusti (Est)

476 Imp. Caear Flavius Basiliscus Augustus II, Flavius Armatus

477 Post consulatum Basilisci Augusti II et Armati

478 Illus 

479 Imp. Caesar Flavius Zeno Augustus III
480 Flavius Caecina Decius Maximus Basilius

481 Rufius Achilius Maecius Placidus

482 Severinus Iunior & Flavius Appalius Illus Trocundes

483 Anicius Acilius Aginatius Faustus, Post consulatum Trocundis (Est)

484 Decius Marius Venantius Basilius, Flavius Theodericus
485 Q. Aurelius Memmius Symmachus, Post consulatum Theoderici (Est)

486 Caecina Mavortius Basilius Decius, Flavius Longinus

487 Flavius Manlius Boethius (alone)

488 Claudius Iulius Ecclesius Dynamius, Rufius Achilius Sividius

489 Petronius Probinus, Flavius Eusebius 
490 Flavius Anicius Probus Faustus Iunior, Flavius Longinus II

491 Flavius Olybrius Iunior 

492 Imp. Caesar Flavius Anastasius Augustus, Flavius Rufus

493 Flavius Albinus Iunior, Flavius Eusebius II

494 Flavius Turcius Rufius Apronianus Asterius, Flavius Praesidius
495 Flavius Viator 

496 Flavius Paulus, Post consulatum Viatoris (West)

497 Imp. Caesar Flavius Anastasius Augustus II, Iterum post consulatum Viatoris (Vest)

498 Flavius Paulinus, Iohannes Scytha 

499 Flavius Iohannes qui et Gibbus, Post consulatum Paulini (Vest)
500 Flavius Patricius, Flavius Hypatius

### Secolul VI
501 Flavius Avienus Iunior, Flavius Pompeius

502 Rufius Magnus Faustus Avienus Iunior, Flavius Probus

503 Flavius Volusianus, Flavius Dexicrates

504 Flavius Rufius Petronius Nicomachus Cethegus
505 Flavius Theodorus, Flavius Sabinianus

506 Flavius Ennodius Messala, Flavius Areobindus Dagalaifus Areobindus

507 Imp. Caesar Flavius Anastasius Augustus III, Venantius Iunior

508 Basilius Venantius Iunior, Flavius Celer

509 Flavius Inportunus
510 Anicius Manlius Severinus Boethius

511 Flavius Arcadius Placidus Magnus Felix, Flavius Secundinus

512 Flavius Paulus, Flavius Moschianus

513 Flavius Probus, Flavius Taurus Clementinus Armonius Clementinus

514 Flavius Magnus Aurelius Cassiodorus Senator
515 Flavius Florentius, Flavius Procopius Anthemius

516 Flavius Petrus 

517 Flavius Agapitus, Flavius Anastasius Paulus Probus Sabinianus Pompeius Anastasius

518 Flavius Anastasius Paulus Probus Moschianus Probus Magnus, Post consulatum Agapiti (Vest)

519 Imp. Caesar Flavius Iustinus Augustus, Flavius Eutharicus Cillica
520 Flavius Rusticius, Flavius Vitalianus

521 Flavius Petrus Sabbatius Iustinianus, Flavius Valerius

522 Flavius Symmachus, Flavius Boethius

523 Flavius Maximus

524 Imp. Caesar Flavius Iustinus Augustus II, Venantius Opilio
525 Flavius Probus, Flavius Theodorus Philoxenus Soterichus Philoxenus

526 Flavius Anicius Olybrius 

527 Vettius Agorius Basilius Mavortius 

528 Imp. Caesar Flavius Petrus Sabbatius Iustinianus Augustus II

529 Flavius Decius
530 Flavius Lampadius, Flavius Rufius Gennadius Probus Orestes

531 Post consulatum Lampadii et Orestis

532 Iterum post consulatum Lampadii et Orestis

533 Imp. Caesar Flavius Petrus Sabbatius Iustinianus Augustus III, III post consulatum Lampadii et Orestis (Vest)

534 Imp. Caesar Flavius Petrus Sabbatius Iustinianus Augustus IV, Flavius Decius Paulinus

535 Flavius Belisarius, Post consulatum Paulini (Vest)

536 Post consulatum Belisarii (Est), Iterum post consulatum Paulini (Vest)

537 Iterum post consulatum Belisarii (Est), III post consulatum Paulini (Vest)

538 Flavius Iohannes

539 Flavius Strategius Apio Strategius Apio

540 Flavius Petrus Theodorus Valentinus Rusticius Boraides Germanus Iustinus

541 Anicius Faustus Albinus Basilius

## Vezi și
- Listă de consuli romani